# Tabula Amalphitana

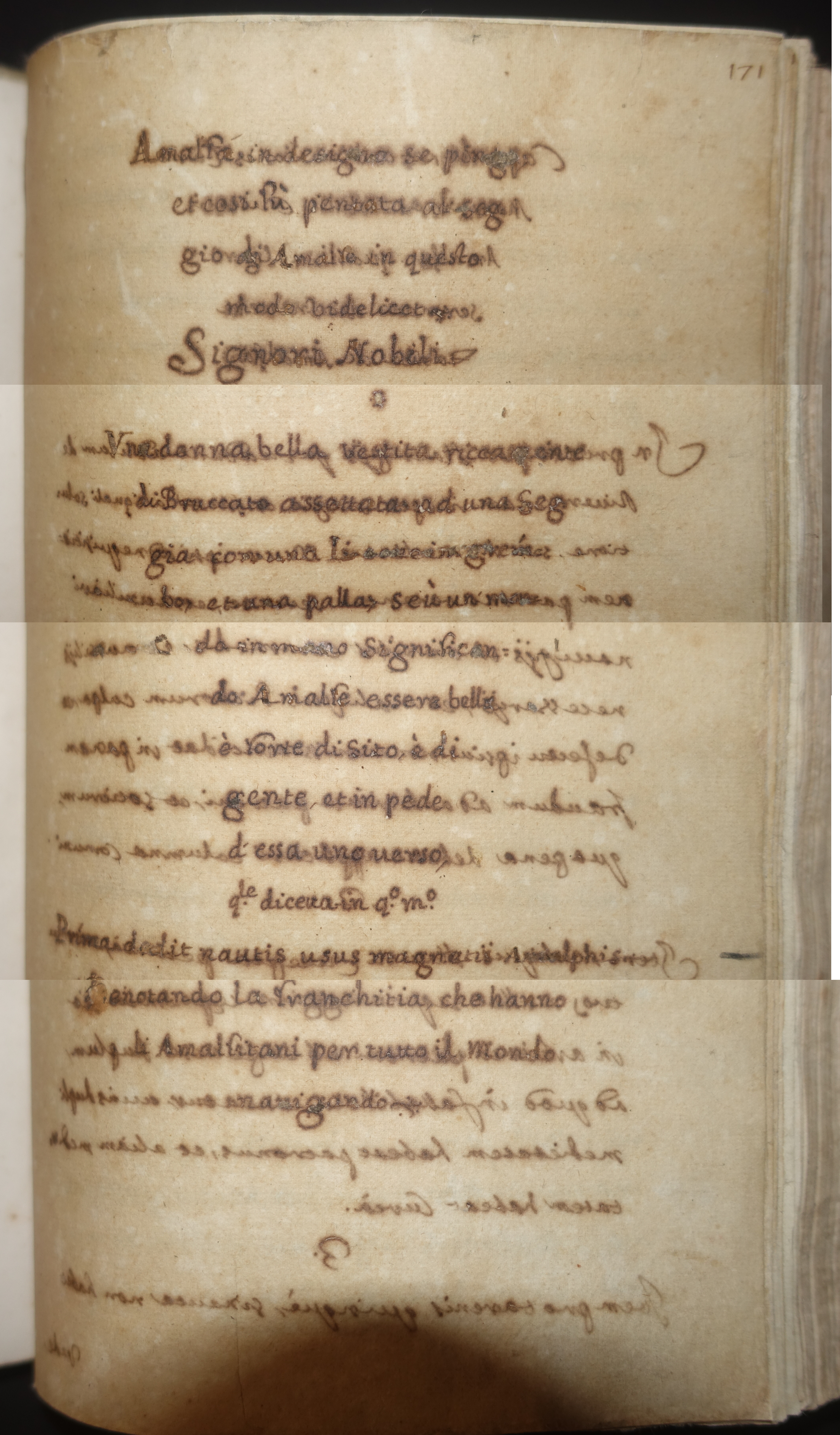
Een pagina uit de Tabula, kopie 16e eeuw

De Tabula Amalphitana (Italiaans: tavole amalfitane, oorspronkelijke Latijnse titel Capitula et ordinationes Curiae Maritimae nobilis civitatis Amalphe) is wetgeving over het zeerecht, rond de 11e eeuw geschreven in de Italiaanse stad Amalfi. Het is het oudste Italiaanse maritieme statuut. De wetten werden tot het eind van de 16e eeuw in het hele Middellandse Zeegebied gebruikt.

## Het belang van de Tabula Amalphitana
De Tabula Amalphitana bevatten regels, rechten en plichten, voor het verkeer, de handel en het gedrag van de leden van een bemanning op zee. De tabula werden ook gebruikt als basis voor jurisprudentie.  De opkomst van deze eerste wetgeving op het gebied van de scheepvaart in Amalfi, in die tijd een machtige handelsstad met een haven, was  baanbrekend. Het document heeft vooral bijgedragen aan de gewoonten om voor zeevervoer contracten af te sluiten: het cognossement. Ook werd er al een vorm van aansprakelijkheid geregeld. Dat werd van belang omdat zowel de handelaren, maar ook de scheepseigenaren, steeds minder meevoeren met het handelswaar respectievelijk met het schip.
De Amalfiwet van de zee werd geschreven met als doel de handelspraktijken te reguleren rond het vervoer van allerlei goederen rond de Middellandse Zee en de verkoop ervan aan de kust. De tabula vormde de basis voor met name het Franse moderne handelsrecht.
De wetgeving was eerst geldig in een klein kustgebied van de Middellandse Zee, en breidde zich uiteindelijk over heel Italië uit en ver over zijn grenzen. In de 10e-11e eeuw voerden kooplieden vanuit Amalfi handel met Sicilië, Spanje, Tunesië, Egypte, met de landen van de Levant en met de bewoners van de Balkan. Toen Venetië de handel met het oosten begon te onderscheppen, bleef de stad Amalfi het belangrijkste centrum voor handelsbetrekkingen met Noord-Afrika en Spanje. De onderwerping van de stad aan de macht van de Noormannen, die definitief werd in 1131, was er de oorzaak van dat Amalfi van een deel van de privileges in Byzantium en in de Arabische landen verloor. Deze landen hadden zeer vijandige gevoelens voor de Noormannen. De zwaarste klap voor Amalfi was echter zijn nederlaag in de zeeoorlog met Pisa (1135 - 1137).
De Tabula werden opgevolgd door het Consolat de Mar, dat van Catalaanse oorsprong is.

## Inhoud
De tabula bestaan uit 66 artikelen die "hoofdstukken" worden genoemd. De eerste 21, geschreven in het Latijn, zijn het oudste en dateren uit de 11e eeuw, terwijl de resterende 45, geschreven in volkslatijn, in de 13e eeuw werden toegevoegd. De tekst van de Tabula is overgeleverd door met de hand geschreven kopieën. Deze werden gemaakt in opdracht van de toenmalige Amalfi-edelen. De oorspronkelijke versie bestaat niet meer.

## Kopie
Een kopie uit de 16e eeuw was eigendom van de Venetiaanse Doge Marco Foscarini, die in de negentiende eeuw geruïneerd raakte. Hij verkocht het manuscript aan de Oostenrijkse regering. Het manuscript werd in 1844 teruggevonden in de nationale bibliotheek in Wenen. Na het Verdrag van Saint-Germain-en-Laye werd het manuscript in 1929 teruggehaald door de Italiaanse staat die het aan de stad Amalfi gaf. Deze kopie, gebundeld met een aantal andere historische documenten, wordt tentoongesteld in het Museo della Bussola (kompasmuseum) gevestigd in het oude arsenaal van Amalfi. 